# Rudolph Dirks
Rudolph Dirks, född den 26 februari 1877 i Heide i Tyskland, död den 20 april 1968 i New York, New York, USA, var en tysk-amerikansk serietecknare, mest känd som skapare till Knoll och Tott.

## Biografi

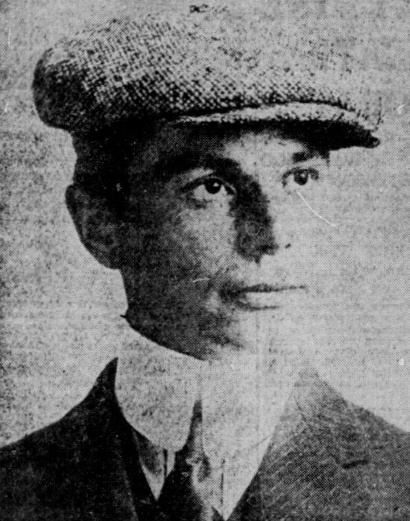
Dirks cirka 1900

Dirks föddes i Heide i Tyskland, son till Johannes och Margaretha Dirks. När han var sju år gammal flyttade familjen till Chicago. Efter att ha sålt olika teckningar till lokala tidskrifter flyttade Rudolph senare till New York och fick arbete som tecknare. Hans yngre bror Gus följde även hans exempel. Han hade flera jobb som illustratör, vilket slutade med anställning på William Randolph Hearsts New York Journal.
Den 12 december 1897 publicerades Dirks serie The Katzenjammer Kids, på svenska Knoll och Tott, för första gången i seriebilagan till söndagsupplagan av New York Journal.
1913 delade sig serien i två snarlika versioner. Den nya fick namnet The Captain and the Kids (Pigge och Gnidde). Dirks tecknade Pigge och Gnidde fram till 1958, då hans son John Dirks tog över. 1979 lades denna serie ner.
Men Knoll och Tott publiceras än idag, vilket gör den till världens äldsta serie som fortfarande nyproduceras.